# Heads Up International
Heads Up International est un label discographique indépendant américain de jazz et musique africaine, basé à Cleveland, en Ohio.

## Histoire
Le label tire son nom d'un groupe de jazz que Dave Love forme alors qu'il fréquentait la North Texas State University. Après l'université, Love devient directeur musical de Donald Byrd. Plus tard, il enregistre un album avec son groupe et le saxophoniste soprano Dave Liebman. Alors qu'il essaye de vendre l'album à des labels discographiques, il accepte un poste de directeur national des ventes et du marketing pour Oxymoron P&D, où les cadres l'ont convaincu de lancer son propre label avec son album. En utilisant Oxymoron pour la distribution, Love lance Heads Up International à Seattle, Washington, en 1990. Le premier album du label est The Energy of the Chance de Dave Liebman. En 2000, Heads Up International fusionne avec Telarc International Corporation.
En 2005, les deux sociétés sont rachetées par Concord Music Group,. Le label compte parmi ses membres Mindi Abair, Richard Elliot, Fourplay, Mike Stern, et Peter White.

## Publications spéciales
La série Heads Up Africa est lancée pour marquer le dixième anniversaire de la fin de l'apartheid. Des musiciens tels que Ladysmith Black Mambazo, Miriam Makeba, Hugh Masekela et Oliver Mtukudzi enregistrent pour le label. En 2007, Heads Up publie les derniers albums de Michael Brecker (Pilgrimage) et de Joe Zawinul (Brown Street). Heads Up entame sa 18e année avec des enregistrements de George Duke, Taj Mahal, Esperanza Spalding, Take 6 et Victor Wooten.
Depuis plus de 12 ans, le label produit des CD enrichis de vidéos, de biographies et d'autres bonus. Heads Up est l'un des premiers labels à publier de la musique au format Super Audio CD (SACD) et le premier à intégrer la technologie des CD améliorés dans les SACD.

## Groupes et artistes
- Mindi Abair
- Gerald Albright
- Ann Armstrong
- Philip Bailey
- Walter Beasley (en)
- Kenny Blake
- Bona Fide
- Michael Brecker
- Caribbean Jazz Project (en)
- Citrus Sun (en)
- Stanley Clarke
- Richie Cole
- Joyce Cooling (en)
- Stefán Dickerson
- Paquito d'Rivera
- George Duke
- Candy Dulfer
- Fourplay
- Tony Gable and 206
- Carlos Guedes
- Hiroshima
- Incognito
- Henry Johnson
- Ladysmith Black Mambazo
- Chuck Loeb
- Jeff Loeber
- Bobby Lyle
- Miriam Makeba
- Hugh Masekela
- Joe McBride
- Marion Meadows
- Oliver Mtukudzi
- Najee
- Andy Narell
- Maceo Parker
- Jaco Pastorius Big Band
- Roberto Perera
- Pieces of a Dream
- Doc Powell
- Sakésho
- Diane Schuur
- Eric Scortia
- Richard Smith[Lequel ?]
- Esperanza Spalding
- Spyro Gyra
- Mike Stern
- The Bad Plus
- Nestor Torres
- Two Siberians
- Gerald Veasley
- Pamela Williams
- Victor Wooten
- Yellowjackets
- Zap Mama
- Joe Zawinul
- Alexander Zonjic